# Elisabetta Soranzo
Elisabetta Soranzo var en dogaressa av Venedig, gift med Venedigs doge Agostino Barbarigo (r. 1486-1501).
Hon var dotter till Andrea Soranzo dal Banco och gifte sig med Barbarigo 1449. 
Hon stod som dogaresa värd för Beatrice d'Estes berömda statsbesök 1493. Det är inte känt om hon gjorde dogaressans traditionella intåg eller blev krönt. 
Hon levde fortfarande vid makens död 1501.  